# بوگابیلا
بوگابیلا (به انگلیسی: Boggabilla) یک شهرک در استرالیا است که در نیو ساوت ولز واقع شده‌است.